# Tripteroides monetifer
Tripteroides monetifer är en tvåvingeart som först beskrevs av Dyar 1920.  Tripteroides monetifer ingår i släktet Tripteroides och familjen stickmyggor.
Artens utbredningsområde är Filippinerna. Inga underarter finns listade i Catalogue of Life.